# Interagerend sterrenstelsel

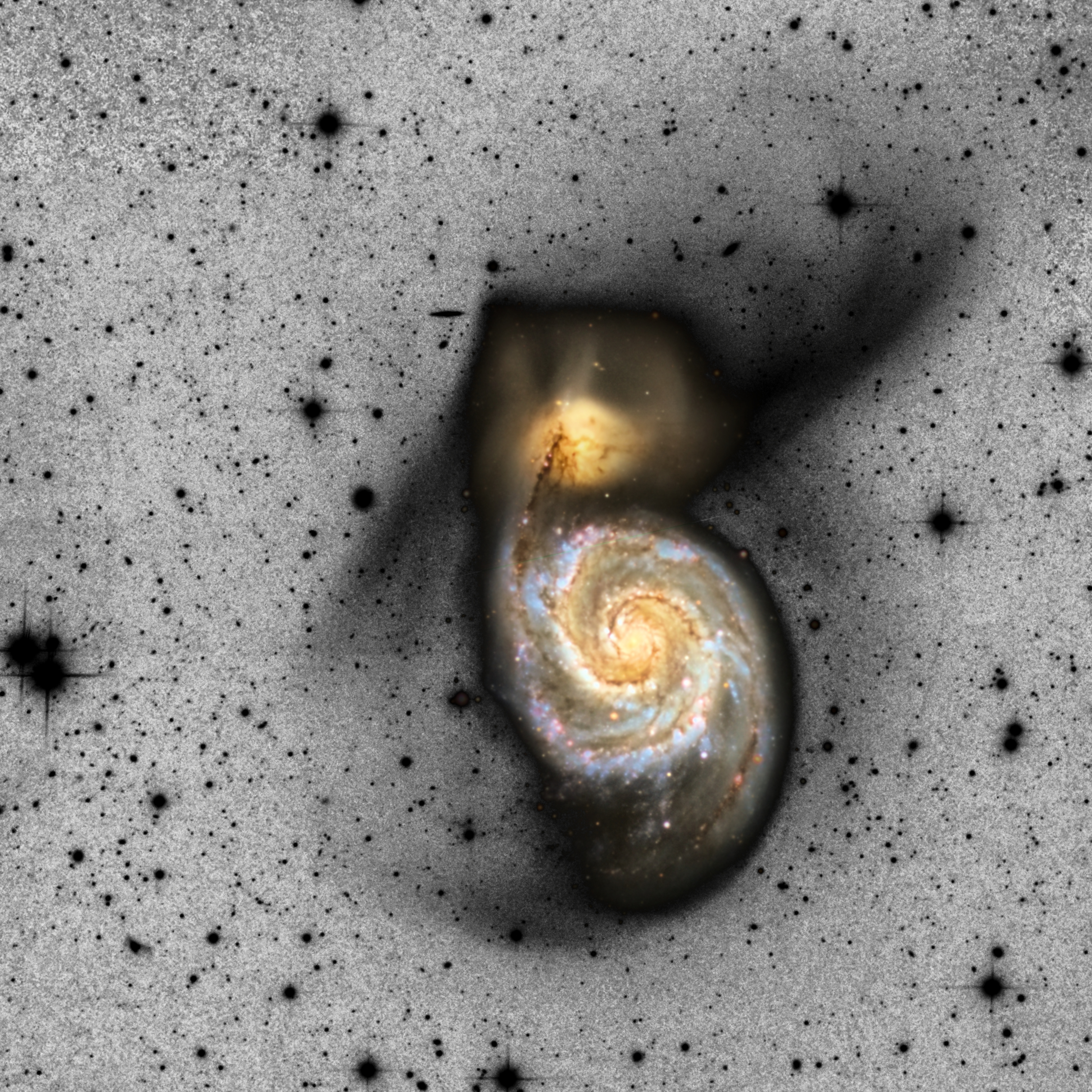
De Draaikolknevel met zijn begeleidende stelsel NGC 5195.

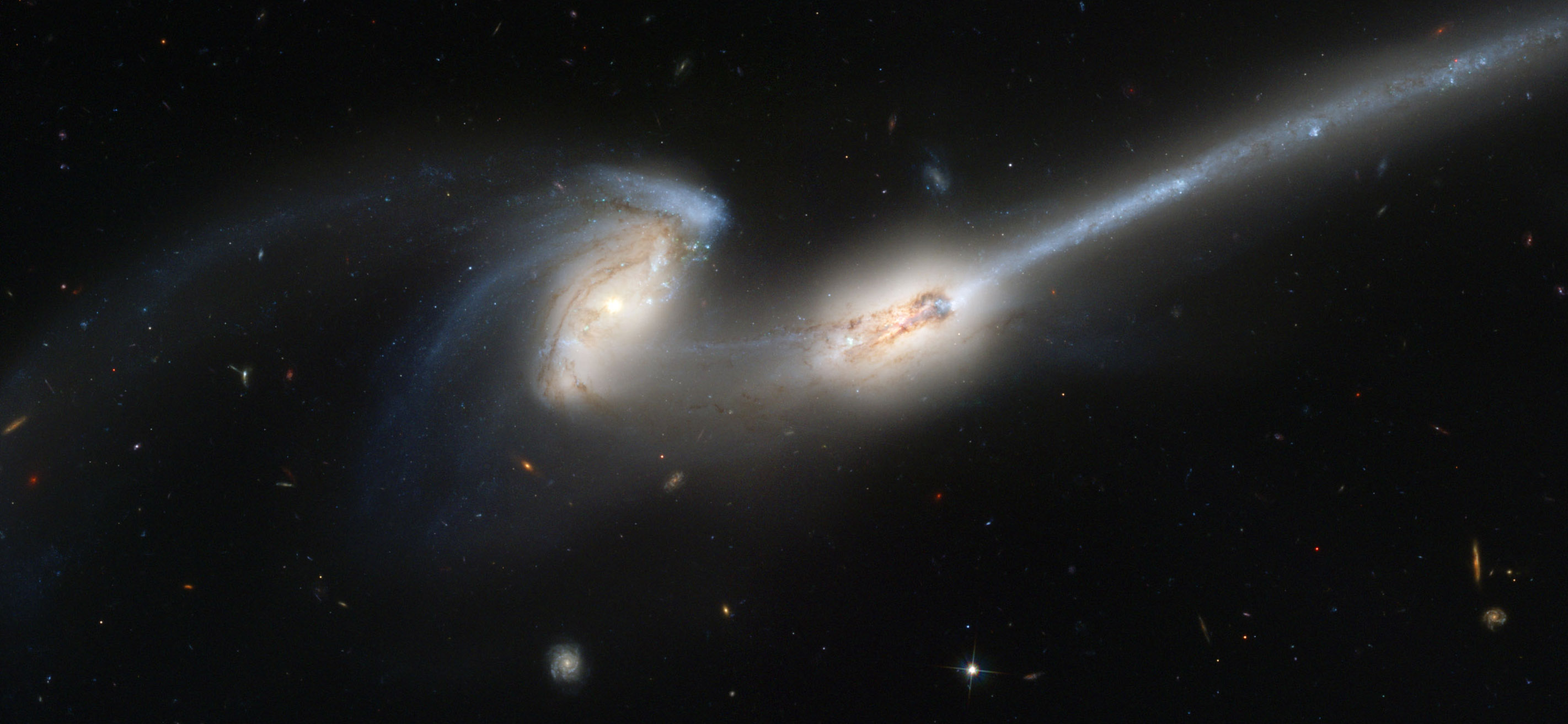
NGC 4676A en NGC 4676B.

Interagerende sterrenstelsels (in het Engels ook wel colliding galaxies, ofwel “botsende sterrenstelsels” genoemd) zijn twee of meer sterrenstelsels waarvan de zwaartekrachtsvelden elkaar beïnvloeden. Dit kan verschillende effecten met zich meebrengen; zo kan één sterrenstelsel om het andere heen gaan draaien als satelliet, of kunnen twee sterrenstelsels zich vermengen tot een nieuw sterrenstelsel.

## Satelliet
Het is niet ongebruikelijk dat een groot sterrenstelsel een of meer kleine sterrenstelsels heeft die eromheen draaien als zogenaamde satellietsterrenstelsels. Het zwaartekrachtsveld van de satelliet kan een van de primaire armen van een spiraalvormig sterrenstelsel aantrekken, of hier zelfs mee fuseren. Dit kan leiden tot stervorming.

## Botsing
Indien de zwaartekrachtsvelden elkaar sterk beïnvloeden, kunnen twee sterrenstelsels naar elkaar toe worden getrokken en botsen. Deze botsing houdt in dat beide sterrenstelsels samensmelten tot een nieuw, groter sterrenstelsel. Deze samenvoeging is doorgaans permanent, maar als beide sterrenstelsels genoeg impuls hebben, kunnen ze ook weer losscheuren en als afzonderlijke sterrenstelsels verdergaan. Indien bij een botsing een van de betrokken sterrenstelsels duidelijk groter is dan het andere, zal het kleinste van de twee uiteen worden getrokken en onderdeel worden van het grootste.
Een speciale versie van een botsing is het zogenaamde galactisch kannibalisme, waarbij een groter sterrenstelsel een (kleiner) satellietstelsel 'opslokt'. Dit heeft vaak een onregelmatig sterrenstelsel tot gevolg.

## Bekende interagerende sterrenstelsels
| Naam                        | Type         | Afstand (miljoen lj) | Magnitude |
| --------------------------- | ------------ | -------------------- | --------- |
| Draaikolknevel (M51)        | SAc (SB0-a)  | 37                   | +8,4      |
| NGC 2207 en IC 2163         | SAc/SAbc     | 114                  | +11,0     |
| NGC 4676 (IC 819/20)        | S0/SB(s)ab   | 300                  | +13,5     |
| NGC 1097                    | SB(s)bc (E6) | 45                   | +9,5      |
| Antennestelsel (NGC 4038/9) | SAc/SBm      | 45                   | +10,3     |
| NGC 520                     | S            | 100                  | +11,3     |
| Akira                       | Rode geiser  |                      |           |